# Campbelltown (Guyana)
Campbelltown es una aldea Amerindia de la región Potaro-Siparuni en Guyana reclamada por Venezuela, como parte del estado Bolívar que se encuentra en la Disputada Guayana Esequiba.
Está dirigido por el Capitán del pueblo (Touchau), un Vice Capitán y cinco concejales. Esta comunidad tiene una población de unas 300 personas,  siendo amerindios y mestizos de ascendencia amerindia en parte. La mayoría de los residentes de esta aldea son miembros de la tribu Patamona , pero la aldea se ha mezclado con las tribus Arawak y Caribe . Ha habido cierto grado de integración entre los amerindios y afroguyaneses y los mineros brasileños.  La aldea se ha fusionado con la vecina Mahdia ,  y no figura por separado en el censo.  A pesar de que Mahdia tiene un estatus de ciudad, Campbelltown todavía está gobernado por Toshao.
La agricultura es la principal actividad económica y los residentes practican la agricultura de subsistencia en tierras de cultivo a millas de distancia del pueblo.  Algunos de los hombres amerindios se emplean como guías, mineros de oro,  obreros y conductores. Algunas mujeres de esta área trabajan en la Oficina Regional, las escuelas y algunas de las tiendas de la comunidad de Madhia.  La mayoría de los demás residentes cazan, pescan y cultivan para su sustento. Las mujeres informaron que los hombres viven en los campamentos mineros. Esto ha dado lugar a que varias familias estén encabezadas por mujeres.
No hay industrias, tiendas o negocios en esta comunidad. Hay un terreno comunitario y un albergue amerindio que ofrece alojamiento gratuito para los mineros y las familias amerindios que se encuentran en tránsito.
La comunidad tiene un pozo que funciona con un molino de viento. Los residentes generalmente dependen del agua de lluvia y del agua de los arroyos cuando el pozo no funciona correctamente. Campbelltown no tiene otro servicio público. Esta comunidad es accesible por carretera desde Madhia y por sendero vinculado a la carretera Bartica hacia Potaro.